# Звери Апокалипсиса

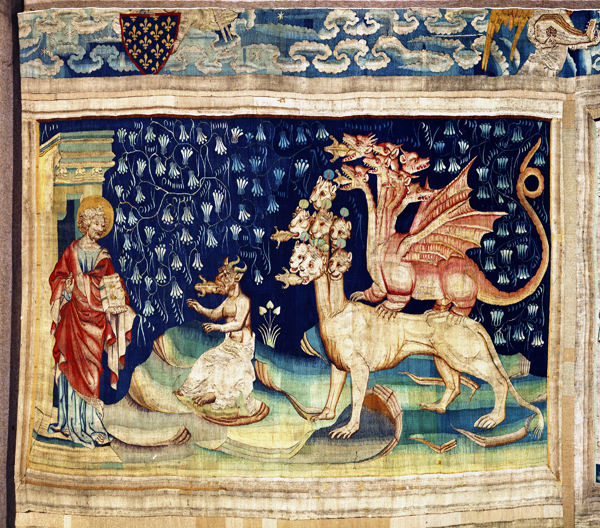
Жабы (нечистые духи), выходящие из уст Красного дракона, Зверя из моря и Зверя из земли (лжепророка)

Звери Апокалипсиса — персонажи новозаветной книги «Откровение Иоанна Богослова», представляющие собой не существующих в природе химер. Два самых известных: Зверь, вышедший из моря  и Зверь, вышедший из земли.

## Словоупотребление
В Новом Завете слово «зверь» (греч. θηρίον, лат. bestia) употреблялось для обозначения диких и лютых зверей и животных, в том числе ядовитых змей (Деян. 28:4,5). Для обозначения животных и зверей в широком смысле слова использовалось другое слово — греч. ζώον, оно же лат. animal (в русском переводе Библии — «животное»), этим словом обозначены живые существа возле престола Божьего (тетраморф).

## Список
В «Откровении Иоанна Богослова» упомянуто несколько персонажей в образе зверей (животных), как положительные, так и отрицательные:
- Четыре апокалиптических существа (орёл, лев, ангел и бык), шестикрылые и исполненные очей по всему телу (глава 5) — названы «животными» (греч. ζώον), в современных переводах обычно используется слово «существа», слово «животные» используется в синодальном переводе и некоторых других, но в широком понимании слова.
- Агнец Божий, с 7 рогами и 7 глазами (глава 5) — эпитет Иисуса Христа.
- Зверь из бездны (глава 11).
- Красный дракон («змий») с 7 головами и 10 рогами (глава 12, 13).
- Зверь, вышедший из моря (Первый зверь), с 7 головами и 10 рогами, похожий на барса (леопарда), с ногами, как у медведя и пастью льва (глава 13).
- Зверь, вышедший из земли (Второй зверь), с рогами, как у Агнца (глава 13), также изображается в виде человека, как Лжепророк.
- Зверь багряный с 7 головами и 10 рогами (глава 17), его тело покрыто именами богохульными. На нём восседает Вавилонская блудница. Отождествляется со Зверем из моря либо с Красным драконом.

Два предпоследних из перечисленных (из моря и из земли) — те, кого наиболее часто подразумевают, говоря «Зверь Апокалипсиса», именно они и зверь из бездны названы словом «зверь» (греч. θηρίον).

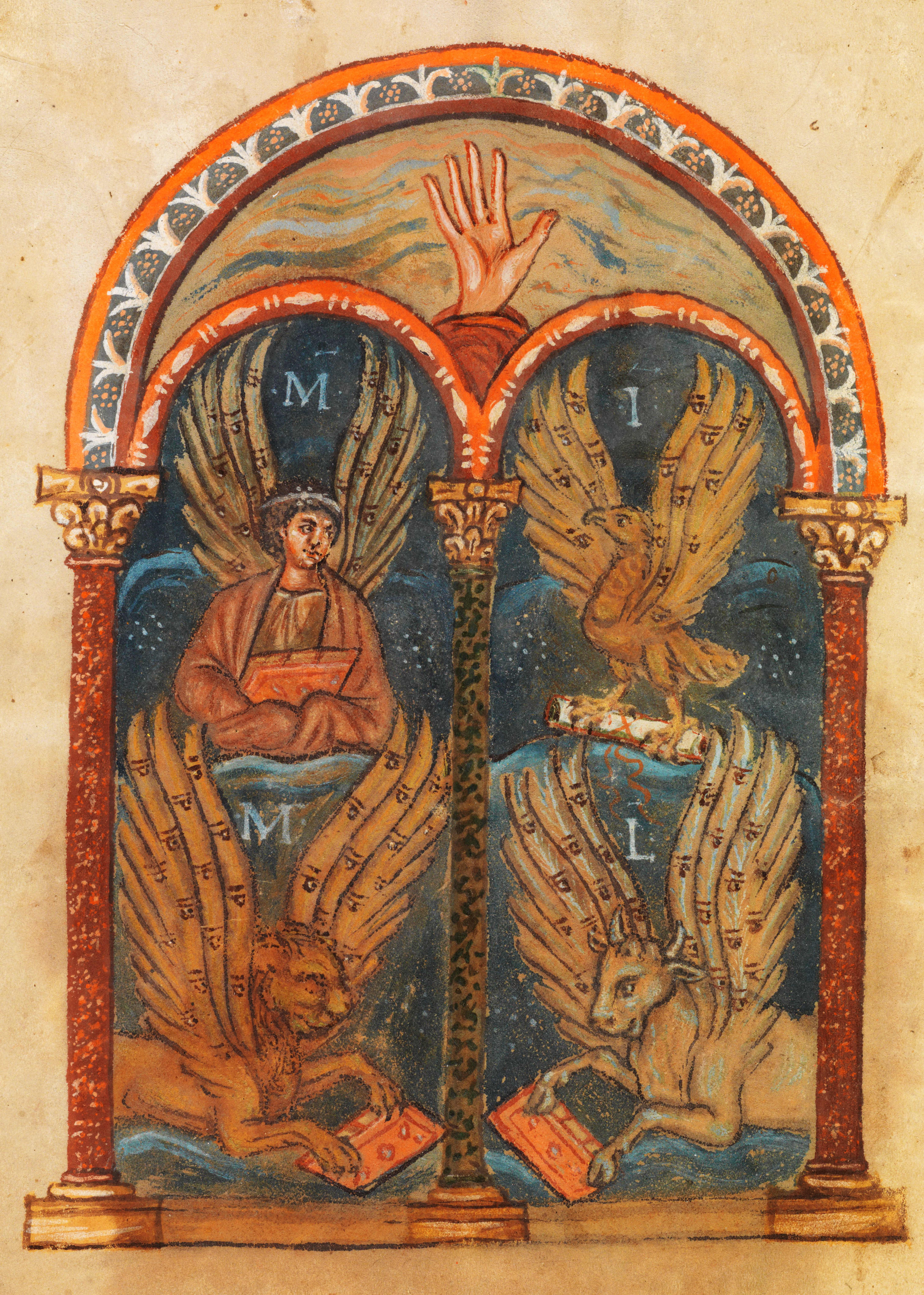
Четыре апокалиптических существа
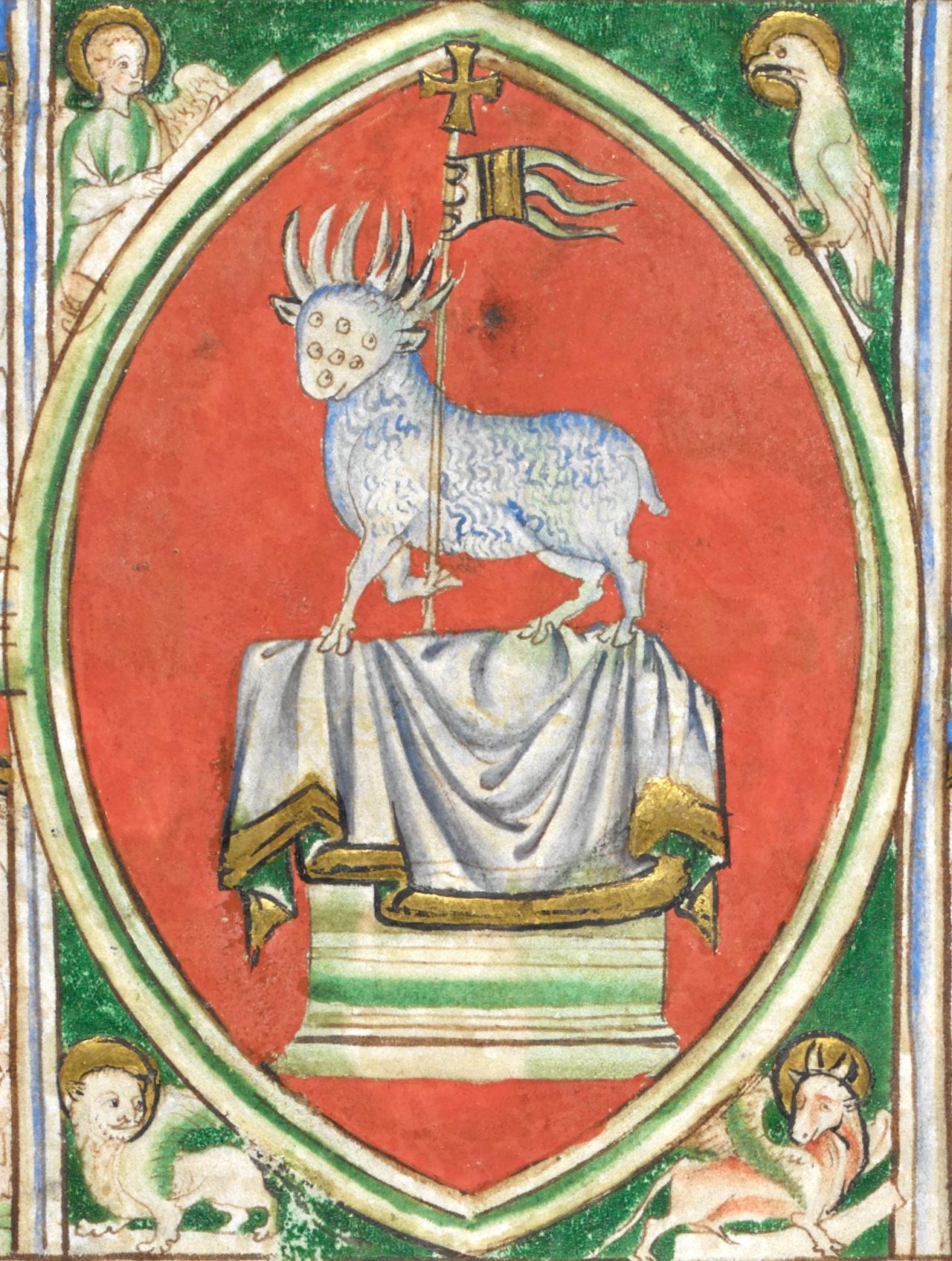
Агнец Божий
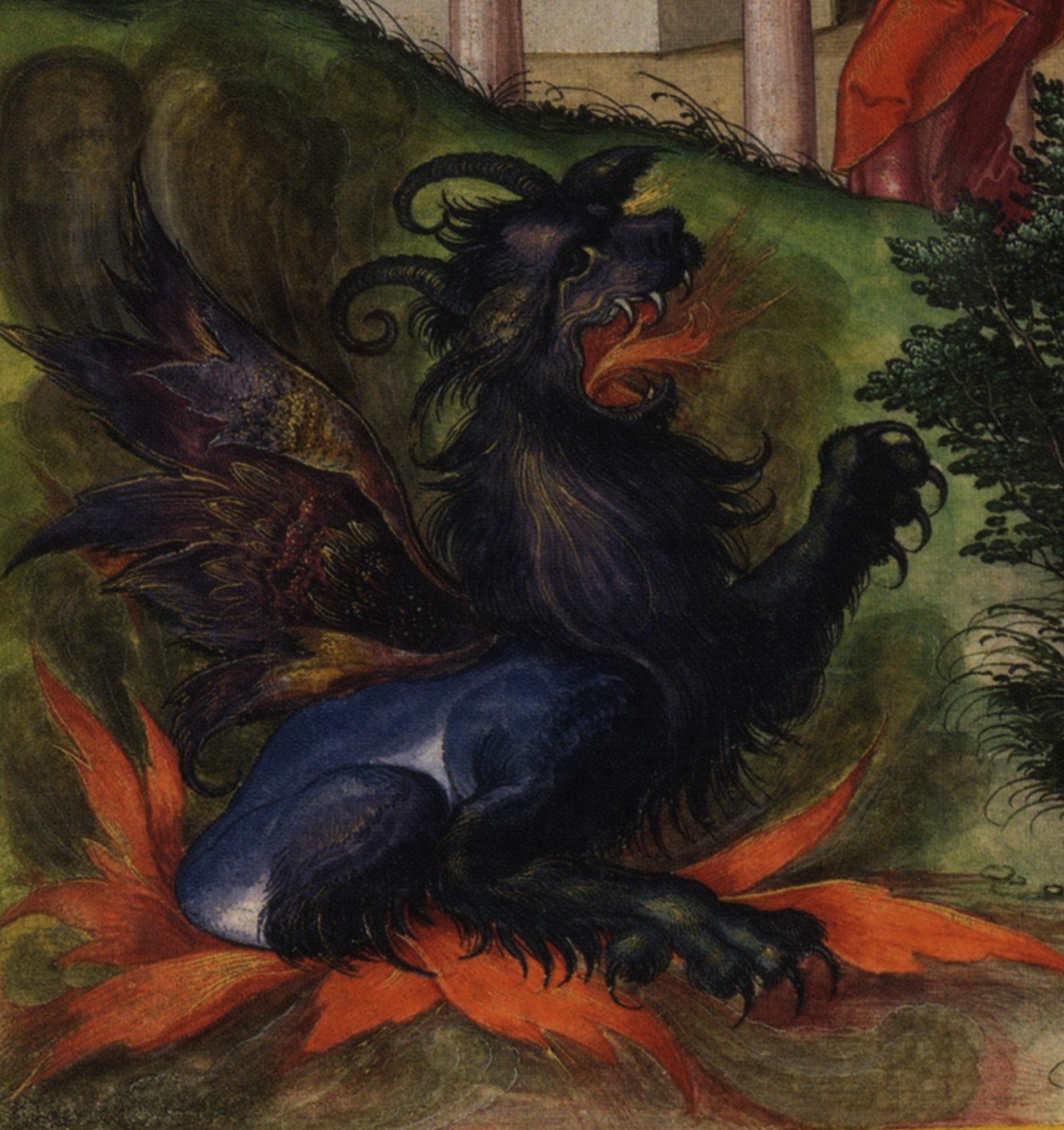
Зверь из бездны
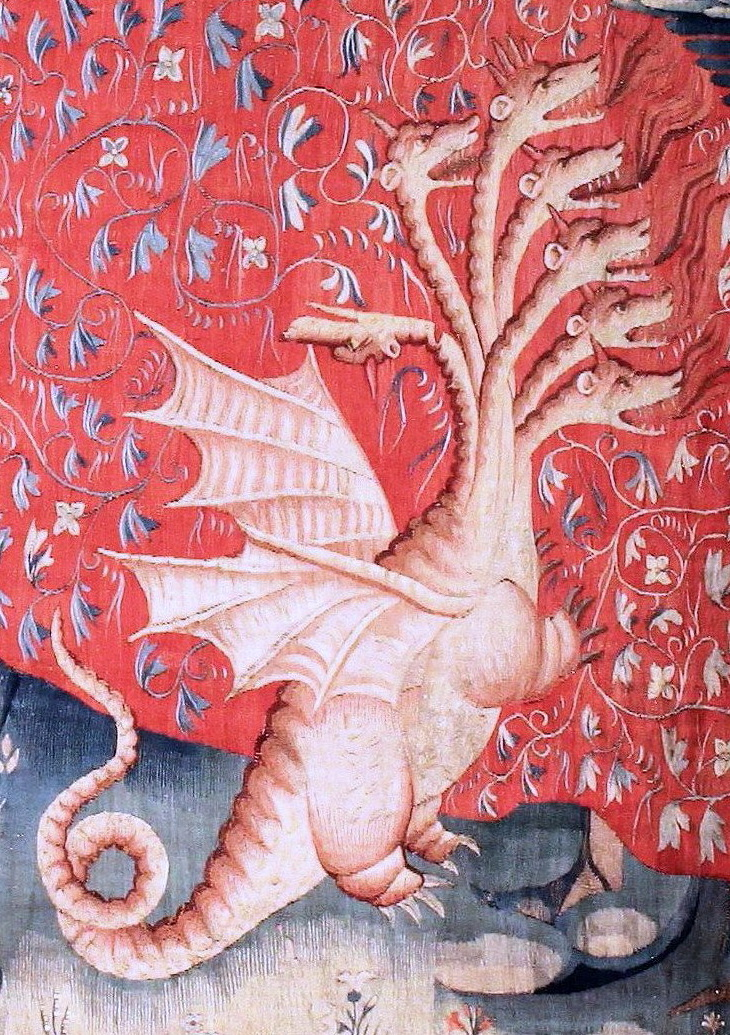
Дракон
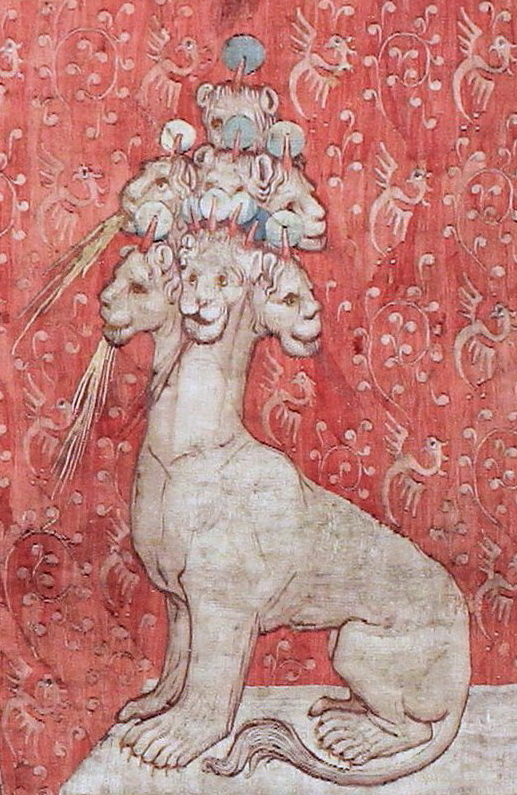
Зверь из моря
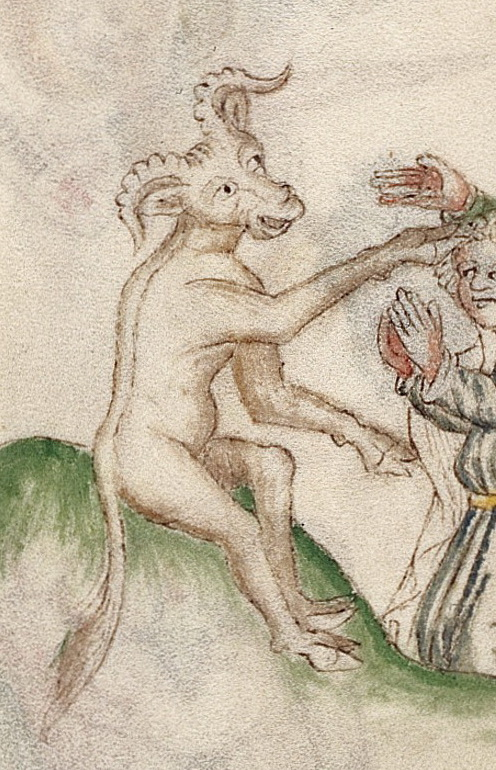
Зверь из земли
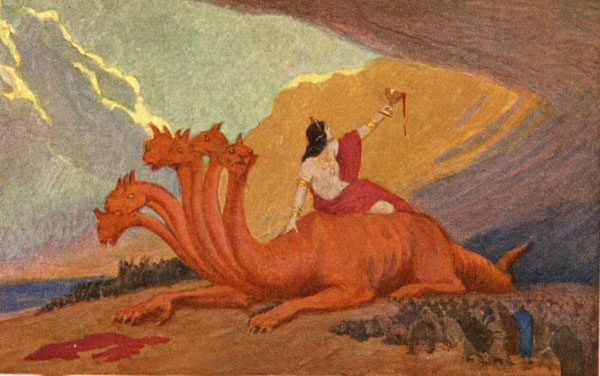
Зверь багряный